# 1983-1984シーズンのNBA
1983-1984シーズンのNBAは、NBAの38回目のシーズンである。

## ドラフト
この年のドラフトではラルフ・サンプソンが、ヒューストン・ロケッツから全体1位指名を受けた。クライド・ドレクスラーは全体14位指名でポートランド・トレイルブレイザーズに入団している。ほか、スティーブ・スティパノヴィッチ、ロドニー・マクレイ、バイロン・スコット、シドニー・グリーン、サール・ベイリー、アントワン・カー、デイル・エリス、ジェフ・マローン、デレック・ハーパー、ダレル・ウォーカー、エニス・ワットリー、ランディ・ブリューワー、ジョン・パクソン、ロイ・ヒンソン、グレッグ・カイト、ランディ・ウィットマン、ミッチェル・ウィギンズ、マーク・ウェスト、ドック・リバース、クレイグ・イーロー、ボブ・ハンセン、セデール・スリアットらが指名を受けている。またマヌート・ボルが97位で一度目の指名を受けている(2度目は1985年31位)。
オールスターにはR・サンプソン、D・エリス、J・マローン、C・ドレクスラー、D・リバースの5人が選出されている。

## シーズン

### オールスター
- 開催日：1月29日
- 開催地：デンバー
- オールスターゲーム　イースト 154－145 ウエスト
- MVP：アイザイア・トーマス　（デトロイト・ピストンズ）
- スラムダンクコンテスト優勝：ラリー・ナンス　（フェニックス・サンズ）

※NBA初のスラムダンクコンテストが開催される。

### イースタン・カンファレンス
| Team                     | W  | L  | PCT. | GB |
| ------------------------ | -- | -- | ---- | -- |
| ボストン・セルティックス | 62 | 20 | .756 | -  |
| フィラデルフィア・76ers  | 52 | 30 | .634 | 10 |
| ニューヨーク・ニックス   | 47 | 35 | .573 | 15 |
| ニュージャージー・ネッツ | 45 | 37 | .549 | 17 |
| ワシントン・ブレッツ     | 35 | 47 | .427 | 27 |

| Team                           | W  | L  | PCT. | GB |
| ------------------------------ | -- | -- | ---- | -- |
| ミルウォーキー・バックス       | 50 | 32 | .610 | -  |
| デトロイト・ピストンズ         | 49 | 33 | .598 | 1  |
| アトランタ・ホークス           | 40 | 42 | .488 | 10 |
| クリーブランド・キャバリアーズ | 28 | 54 | .341 | 22 |
| シカゴ・ブルズ                 | 27 | 55 | .329 | 23 |
| インディアナ・ペイサーズ       | 26 | 56 | .317 | 24 |

### ウエスタン・カンファレンス
| Team                     | W  | L  | PCT. | GB |
| ------------------------ | -- | -- | ---- | -- |
| ユタ・ジャズ             | 45 | 37 | .549 | -  |
| ダラス・マーベリックス   | 43 | 39 | .524 | 2  |
| デンバー・ナゲッツ       | 38 | 44 | .463 | 7  |
| カンザスシティ・キングス | 38 | 44 | .463 | 7  |
| サンアントニオ・スパーズ | 37 | 45 | .451 | 8  |
| ヒューストン・ロケッツ   | 29 | 53 | .354 | 16 |

| Team                               | W  | L  | PCT. | GB |
| ---------------------------------- | -- | -- | ---- | -- |
| ロサンゼルス・レイカーズ           | 54 | 28 | .659 | -  |
| ポートランド・トレイルブレイザーズ | 48 | 34 | .585 | 6  |
| シアトル・スーパーソニックス       | 42 | 40 | .512 | 12 |
| フェニックス・サンズ               | 41 | 41 | .500 | 13 |
| ゴールデンステート・ウォリアーズ   | 37 | 45 | .451 | 17 |
| サンディエゴ・クリッパーズ         | 30 | 52 | .366 | 24 |

### スタッツリーダー
| 部門       | 選手                     | チーム                   | AVG  |
| ---------- | ------------------------ | ------------------------ | ---- |
| 得点       | エイドリアン・ダントリー | ユタ・ジャズ             | 30.6 |
| リバウンド | モーゼス・マローン       | フィラデルフィア・76ers  | 13.4 |
| アシスト   | マジック・ジョンソン     | ロサンゼルス・レイカーズ | 13.1 |
| スティール | リッキー・グリーン       | ユタ・ジャズ             | 2.7  |
| ブロック   | マーク・イートン         | ユタ・ジャズ             | 4.3  |
| FG%        | アーティス・ギルモア     | サンアントニオ・スパーズ | 63.1 |
| FT%        | ラリー・バード           | ボストン・セルティックス | 88.8 |
| 3FG%       | ダレル・グリフィス       | ユタ・ジャズ             | 36.1 |

### 各賞
- 最優秀選手: ラリー・バード, ボストン・セルティックス
- ルーキー・オブ・ザ・イヤー：ラルフ・サンプソン, ヒューストン・ロケッツ
- 最優秀守備選手賞: シドニー・モンクリーフ, ミルウォーキー・バックス
- シックスマン賞: ケビン・マクヘイル, ボストン・セルティックス
- 最優秀コーチ賞: フランク・レイデン, ユタ・ジャズ
- All-NBA First Team:
  - マジック・ジョンソン, ロサンゼルス・レイカーズ
  - バーナード・キング, ニューヨーク・ニックス
  - アイザイア・トーマス, デトロイト・ピストンズ
  - ラリー・バード, ボストン・セルティックス
  - カリーム・アブドゥル＝ジャバー, ロサンゼルス・レイカーズ
- All-NBA Rookie Team:
  - スティーヴ・スチパノヴィッチ, インディアナ・ペイサーズ
  - ラルフ・サンプソン, ヒューストン・ロケッツ
  - ダラル・ウォーカー, ニューヨーク・ニックス
  - ジェフ・マローン, ワシントン・ブレッツ
  - サール・ベイリー, ユタ・ジャズ
- NBA All-Defensive First Team:
  - シドニー・モンクリーフ, ミルウォーキー・バックス
  - マイケル・クーパー, ロサンゼルス・レイカーズ
  - ボビー・ジョーンズ, フィラデルフィア・76ers
  - ウェイン・ロリンズ, アトランタ・ホークス
  - モーリス・チークス, フィラデルフィア・76ers

### ピストンズ、ジャズ、マーベリックスの飛躍
- デトロイト・ピストンズが前季の37勝から49勝と躍進を果たし、7シーズンぶりにプレーオフに進出した。1981年に入団したアイザイア・トーマスはリーグ屈指のポイントガードに成長し、同期のケリー・トリピューカはチームの稼ぎ頭となっていた。彼らが入団した翌年にはゴール下の守護神となるビル・レインビアが加入し、徐々に陣容を整えていったピストンズは、このシーズン前にチャック・デイリーをヘッドコーチとして迎えた。後に"バッドボーイ"と呼ばれリーグ史の中でも極めて異質な存在として語れるピストンズは、いよいよ強豪チームとしての道を歩み始め、ボストン・セルティックス、フィラデルフィア・76ers、ミルウォーキー・バックスら三強が支配する東部戦線に割って入った。
- ユタ・ジャズは創部10年目にして初の勝率5割以上となる45勝を記録。ミッドウエスト・デビジョンを制し、プレーオフ初進出も果たした。ジャズはこのシーズンのスタッツリーダー4部門を制覇した。1979年にロサンゼルス・レイカーズから移籍してきたスモールフォワードのエイドリアン・ダンドリーは以後ジャズのエースとして活躍、1980-81シーズンには得点王に輝き、そしてこのシーズンも30.6得点を記録して2度目の得点王となった。ジャズ生え抜きのシューティングガード、ダレル・グリフィスはスリーポイントシュート成功率で1位に、ポイントガードのリッキー・グリーンはスティール王に、守備に特化したセンターであるマーク・イートンはブロック王に輝いた。ヘッドコーチのフランク・レイデンは最優秀コーチ賞に選ばれた。また前季からアトランタ・ホークスのエースだったジョン・ドリューが加わっている。ジャズはこのシーズンを皮切りに20シーズン連続プレーオフ出場を果たすが、1990年代の黄金期を築き上げるメンバーは、まだこの中には居ない。
- ダラス・マーベリックスは創部4年目でのプレーオフ初出場となった。初シーズンを15勝67敗でスタートしたマーベリックスは、翌年のドラフト全体1位指名でマーク・アグワイアを、9位指名でローランド・ブラックマンを獲得。同期の2人は二枚看板としてマーベリックスのフランチャイズビルダーとなり、今回のプレーオフ出場に繋がった。2人に率いられるマーベリックスは毎年のように勝率を上げていく順調な成長を見せ、80年代後半のロサンゼルス・レイカーズの有力なライバルチームとなる。

### 70年代チームの斜陽
1980年代も中盤に入り、新世代のチームが次々とプレーオフ戦線へと進出するなか、70年代から強豪チームを続けるチームには衰えが目立ち始めた。前季の76ersの優勝は、70年代NBAの最後の輝きのようでもあった。
- ジョージ・ガービン率いるサンアントニオ・スパーズはABA時代から数えて11シーズンぶりにプレーオフ出場を逃した。ガービンを絶対的なエースとし、NBA加盟当時はラリー・ケノンとジェームス・サイラス、80年代に入ってからはマイク・ミッチェルとアーティス・ギルモアと、脇役を交代させながら強豪の地位を維持してきたが、ついにファイナル進出も叶わぬまま衰退期を迎えた。
- 前季53勝を記録したフェニックス・サンズは41勝と大きく勝率を落とした。サンズを支えたデニス・ジョンソンにトラック・ロビンソンはチームを去り、生え抜きのアルヴァン・アダムスは衰えが見え始めていた。
- 1979年の優勝チームであるシアトル・スーパーソニックスも、1981-82シーズンに52勝を記録したのを最後に2年連続で勝率を落とした。ガス・ウィリアムス、ジャック・シクマの優勝メンバー2人は健在だったが、ロニー・シェルトンはすでにチームを去っており、フレッド・ブラウンはキャリア終盤を迎えていた。

### シーズン概要
- 前季チャンピオンチームのフィラデルフィア・76ersは前季より13勝減となる52勝だった。ボストン・セルティックスは62勝を記録してリーグトップの座に返り咲き、ラリー・バードは初のMVPを受賞した。イースタン三強の中で80年代に入って唯一優勝を手にしていないミルウォーキー・バックスは、このシーズンも50勝を記録したものの3シーズン連続で勝率を落とした。ジュニア・ブリッジマンにボブ・レイニアは30代を越え、バックスはチームの再編に迫られた。
- ワシントン・ブレッツは2シーズンぶりにプレーオフに復帰。当時エースを務めていたのはジェフ・ルーランドだった。ブレッツはこのシーズンから5シーズン連続プレーオフ出場を果たすものの、勝率は5割前後を推移し、ロスターも次々と選手が入れ替わり、将来設計が定まらない日々が続く。
- 翌年1984年のNBAドラフトではアキーム・オラジュワンという目玉選手がエントリーする予定だったため、低迷中のチームの間で壮絶な負け合戦が繰り広げられ、結果ヒューストン・ロケッツが見事にウエスタン最下位となった。シカゴ・ブルズは惜しくもインディアナ・ペイサーズに次ぐイースタンワースト2位だった。
- アトランティック・デビジョンは全チームがプレーオフに進出した。一方ミッドウェスト・デビジョンは全チームが45勝以下で、6チーム中4チームが勝率5割を下回った。
- ロサンゼルス・レイカーズ所属のカリーム・アブドゥル＝ジャバーがウィルト・チェンバレンの持つ生涯通算得点の31419点を抜き、単独1位となった。
- 12月13日に行われたデトロイト・ピストンズ対デンバー・ナゲッツはトリプルオーバータイムにまでもつれた末、186-184でピストンズが勝利した。両チームを合わせた370得点は歴代最高得点である。この試合では40得点以上が4選手おり、ピストンズはアイザイア・トーマスが47得点、ジョン・ロングが41得点、ナゲッツはキキ・ヴァンダウェイがゲームハイとなる51得点、アレックス・イングリッシュは47得点を記録した。
- 第4代コミッショナーにデビッド・スターンが就任する。

## プレーオフ・ファイナル
このシーズンからプレーオフ出場枠が各カンファレンスで6チームから8チームに増加されたため、全チームが1回戦からの参加となった。1回戦のみが5戦3勝制で、他は7戦4勝制である。
|  | ファースト ラウンド        | ファースト ラウンド | ファースト ラウンド |   |                      | カンファレンス セミファイナル | カンファレンス セミファイナル | カンファレンス セミファイナル |  |   | カンファレンス ファイナル | カンファレンス ファイナル | カンファレンス ファイナル |  |    | NBAファイナル | NBAファイナル | NBAファイナル |
|  |                            |                     |                     |   |                      |                               |                               |                               |  |   |                           |                           |                           |  |    |               |               |               |
|  | 1                          | レイカーズ          | 3                   |   |                      |                               |                               |                               |  |   |                           |                           |                           |  |    |               |               |               |
|  | 8                          | キングス            | 0                   |   |                      |                               |                               |                               |  |   |                           |                           |                           |  |    |               |               |               |
|  | 8                          | キングス            | 0                   |   | 1                    | レイカーズ                    | 4                             |                               |  |   |                           |                           |                           |  |    |               |               |               |
|  |                            |                     |                     |   | 1                    | レイカーズ                    | 4                             |                               |  |   |                           |                           |                           |  |    |               |               |               |
|  |                            | 4                   | マーベリックス      | 1 |                      |                               |                               |                               |  |   |                           |                           |                           |  |    |               |               |               |
|  | 4                          | 4                   | マーベリックス      | 1 | マーベリックス       | 3                             |                               |                               |  |   |                           |                           |                           |  |    |               |               |               |
|  | 4                          |                     |                     |   | マーベリックス       | 3                             |                               |                               |  |   |                           |                           |                           |  |    |               |               |               |
|  | 5                          | スーパーソニックス  | 2                   |   |                      |                               |                               |                               |  |   |                           |                           |                           |  |    |               |               |               |
|  | 5                          | スーパーソニックス  | 2                   |   |                      |                               |                               |                               |  | 1 | レイカーズ                | 4                         |                           |  |    |               |               |               |
|  | イースタン・カンファレンス |                     |                     |   |                      |                               |                               |                               |  | 1 | レイカーズ                | 4                         |                           |  |    |               |               |               |
|  |                            | 6                   | サンズ              | 2 |                      |                               |                               |                               |  |   |                           |                           |                           |  |    |               |               |               |
|  | 3                          | 6                   | サンズ              | 2 | トレイルブレイザーズ | 2                             |                               |                               |  |   |                           |                           |                           |  |    |               |               |               |
|  | 3                          |                     |                     |   | トレイルブレイザーズ | 2                             |                               |                               |  |   |                           |                           |                           |  |    |               |               |               |
|  | 6                          | サンズ              | 3                   |   |                      |                               |                               |                               |  |   |                           |                           |                           |  |    |               |               |               |
|  | 6                          | サンズ              | 3                   |   | 6                    | サンズ                        | 4                             |                               |  |   |                           |                           |                           |  |    |               |               |               |
|  |                            |                     |                     |   | 6                    | サンズ                        | 4                             |                               |  |   |                           |                           |                           |  |    |               |               |               |
|  |                            | 2                   | ジャズ              | 2 |                      |                               |                               |                               |  |   |                           |                           |                           |  |    |               |               |               |
|  | 2                          | 2                   | ジャズ              | 2 | ジャズ               | 3                             |                               |                               |  |   |                           |                           |                           |  |    |               |               |               |
|  | 2                          |                     |                     |   | ジャズ               | 3                             |                               |                               |  |   |                           |                           |                           |  |    |               |               |               |
|  | 7                          | ナゲッツ            | 2                   |   |                      |                               |                               |                               |  |   |                           |                           |                           |  |    |               |               |               |
|  | 7                          | ナゲッツ            | 2                   |   |                      |                               |                               |                               |  |   |                           |                           |                           |  | W1 | レイカーズ    | 3             |               |
|  |                            |                     |                     |   |                      |                               |                               |                               |  |   |                           |                           |                           |  | W1 | レイカーズ    | 3             |               |
|  |                            | E1                  | セルティックス      | 4 |                      |                               |                               |                               |  |   |                           |                           |                           |  |    |               |               |               |
|  | 1                          | E1                  | セルティックス      | 4 | セルティックス       | 3                             |                               |                               |  |   |                           |                           |                           |  |    |               |               |               |
|  | 1                          |                     |                     |   | セルティックス       | 3                             |                               |                               |  |   |                           |                           |                           |  |    |               |               |               |
|  | 8                          | ブレッツ            | 1                   |   |                      |                               |                               |                               |  |   |                           |                           |                           |  |    |               |               |               |
|  | 8                          | ブレッツ            | 1                   |   | 1                    | セルティックス                | 4                             |                               |  |   |                           |                           |                           |  |    |               |               |               |
|  |                            |                     |                     |   | 1                    | セルティックス                | 4                             |                               |  |   |                           |                           |                           |  |    |               |               |               |
|  |                            | 5                   | ニックス            | 3 |                      |                               |                               |                               |  |   |                           |                           |                           |  |    |               |               |               |
|  | 4                          | 5                   | ニックス            | 3 | ピストンズ           | 2                             |                               |                               |  |   |                           |                           |                           |  |    |               |               |               |
|  | 4                          |                     |                     |   | ピストンズ           | 2                             |                               |                               |  |   |                           |                           |                           |  |    |               |               |               |
|  | 5                          | ニックス            | 3                   |   |                      |                               |                               |                               |  |   |                           |                           |                           |  |    |               |               |               |
|  | 5                          | ニックス            | 3                   |   |                      |                               |                               |                               |  | 1 | セルティックス            | 4                         |                           |  |    |               |               |               |
|  | ウェスタン・カンファレンス |                     |                     |   |                      |                               |                               |                               |  | 1 | セルティックス            | 4                         |                           |  |    |               |               |               |
|  |                            | 2                   | バックス            | 1 |                      |                               |                               |                               |  |   |                           |                           |                           |  |    |               |               |               |
|  | 3                          | 2                   | バックス            | 1 | 76ers                | 2                             |                               |                               |  |   |                           |                           |                           |  |    |               |               |               |
|  | 3                          |                     |                     |   | 76ers                | 2                             |                               |                               |  |   |                           |                           |                           |  |    |               |               |               |
|  | 6                          | ネッツ              | 3                   |   |                      |                               |                               |                               |  |   |                           |                           |                           |  |    |               |               |               |
|  | 6                          | ネッツ              | 3                   |   | 6                    | ネッツ                        | 2                             |                               |  |   |                           |                           |                           |  |    |               |               |               |
|  |                            |                     |                     |   | 6                    | ネッツ                        | 2                             |                               |  |   |                           |                           |                           |  |    |               |               |               |
|  |                            | 2                   | バックス            | 4 |                      |                               |                               |                               |  |   |                           |                           |                           |  |    |               |               |               |
|  | 2                          | 2                   | バックス            | 4 | バックス             | 3                             |                               |                               |  |   |                           |                           |                           |  |    |               |               |               |
|  | 2                          |                     |                     |   | バックス             | 3                             |                               |                               |  |   |                           |                           |                           |  |    |               |               |               |
|  | 7                          | ホークス            | 2                   |   |                      |                               |                               |                               |  |   |                           |                           |                           |  |    |               |               |               |

### 伝統の一戦
1979年の"3月の狂乱"以来、全米のバスケットファンの期待は、マジック・ジョンソンとラリー・バードの再戦、すなわち、ロサンゼルス・レイカーズとボストン・セルティックスによるファイナルでの対決にあった。しかし過去4回のファイナルでは毎年どちらかのチームが顔を出すものの、両チームがファイナルの舞台に揃って顔を出すことはなかった。しかしこの年、ついに両雄はファイナルの大舞台に並び立つのである。
この4年間、レイカーズもセルティックスも優勝を手にしながらも、あたかも来る決戦に備えるかのように爪を研ぐことを怠らなかった。レイカーズはカリーム・アブドゥル＝ジャバーにマジック・ジョンソンのデュオで、1980年に最初の優勝を手にしたが、1982年には新たにパット・ライリーをヘッドコーチとして迎えて2度目の優勝を飾った。この優勝で一皮剥けたライリーはファッション面でも一皮剥け、シックなスーツに身を包み、髪をオールバックで固めた姿をコートに見せるようになった。さらに翌1982年のジェームス・ウォージーの入団は、レイカーズの印象を決定付けた。ゴール下を支配し、速攻の起点となるリバウンドを量産するジャバー。誰も予想がつかないパスから鮮やかな速攻を導き出すマジック。抜群の脚力で速攻の一番手を駆け、敵ゴールにダンクを叩きつけるウォージー。かつてない華やかな試合を展開するレイカーズは人々を魅了し、バスケットコートをコンサート会場へと変えてしまった。"ショータイム"バスケットの完成であった。当時のレイカーズは正にスター集団で、先発シューティングガードにはウォージーの先発昇格に伴い、オールスター選手のジャマール・ウィルクスがコンバートされた。ベンチは元MVPのボブ・マカドゥーに毎年オールディフェンシブチームに名を連ね優秀なシューターでもあるマイケル・クーパーらが控える豪華さだった。さらにジェリー・ウェストGMはマジックと度々衝突していたノーム・ニクソンをゴールデンステート・ウォリアーズに放出。このシーズンのドラフトではバイロン・スコットを獲得、3年目のマイク・マクギーも大きく成長を見せており、若手も着実に揃えるなどチームの清浄化も怠らなかった。
一方セルティックスもラリー・バードを獲得した翌シーズンの1981年に、レッド・アワーバックGMの奇策でロバート・パリッシュとケビン・マクヘイルを同時に獲得。レイカーズに遅れること1年で優勝を手にした。しかし当時のイースタン・カンファレンスにはフィラデルフィア・76ersにミルウォーキー・バックスという強力なライバルがおり、セルティックスはプレーオフを勝ち抜くのに苦労した。フロントコートが充実化する一方でバックコートが手薄なセルティックスは、ダニー・エインジやスコット・ウェドマンを獲得して補強を試みた。しかし前季のプレーオフでバックスの前に敗北。この敗戦はセルティックスに取り分け大きなショックを与え、セルティックスとアワーバックは決断を迫られた。そしてアワーバックはヘッドコーチのビル・フィッチを解任し、八連覇時代のセルティックスでポイントガードを務めたK.C.ジョーンズを新しいヘッドコーチに迎えた。さらにバックスのシドニー・モンクリーフと76ersのアンドリュー・トニー対策のため、元ファイナルMVPで優れたディフェンダーであるデニス・ジョンソンを獲得した。デニス・ジョンソンにジェラルド・ヘンダーソン、控えのエインジと、セルティックスのバックコートもようやく充実した。
しかしセルティックスの売りはやはりフロントコートだった。センターのパリッシュがインサイドの核となり、ベテランパワーフォワードのセドリック・マックスウェルがサポートした。マクヘイルはシックスマンながらチーム3番目の得点とリバウンドを稼ぎ出し、このシーズンのシックスマン賞を受賞している。そしてバードはバックスの敗戦がよほど悔しかったのか、オフに猛練習を積んで、バードの代表的な武器の一つとなるフェイダウェイ・ジャンプショットを身に着けた。バードはこの年24.2得点10.1リバウンド6.6アシストの成績を残し、初のMVPに選ばれている。精神面でも鍛えられた彼はコート上でしばしば非情な面を見せるようになり、他チームの選手を震え上がらせた。ドミニク・ウィルキンスはバードを「殺人鬼の目をしている」と表現したほどである。
ショータイムと称されるほどの華やかさを持ったレイカーズに対し、セルティックスは正反対のチームだった。鮮やかな速攻を主体とするレイカーズに対し、セルティックスはガチガチのハーフコートオフェンスを主体としていた。リーグ屈指のオフェンス力を持つレイカーズに対し、セルティックスはリーグ屈指のディフェンス力を持っていた。陽気な黒人がエースを務めるレイカーズに対し、セルティックスは殺人鬼の目をした寡黙な白人がエースを務めていた。80年代になって一度もファイナルで対戦していないにもかかわらず、ライバルチームと見なされ続けてきた両者は、まったく世間が望むような好対照の進化を遂げたのである。
プレーオフに入り、レイカーズは他のウエスタンのチームの成績が落ち込んでいたこともあり、比較的楽にトーナメントを勝ちあがった。カンファレンス決勝ではレギュラーシーズン41勝41敗だったフェニックス・サンズを破り、プレーオフを11勝2敗で3年連続となるファイナルに勝ち進んだ。
一方セルティックスはカンファレンス準決勝でバーナード・キング率いるニューヨーク・ニックスの前に思わぬ苦戦を強いられた。第7戦にもつれた末辛うじてニックスを退けたセルティックスは、カンファレンス決勝でバックスに雪辱を果たし、3年ぶりにファイナルに進出した。
ファイナルはついに待望の伝統の一戦となった。リーグ随一のライバル同士である両チームがファイナルの舞台で対決するのは、1969年以来15年振りとなる。両チームのファイナル初対決は1959年まで遡る。以来両者は11年の間に7回もファイナルで激突し、いつしかライバルと目されるようになった。しかし当時の両者の関係は、セルティックスが一方的に勝利するという歪なもので、レイカーズはジェリー・ウェスト、エルジン・ベイラー、後半にはウィルト・チェンバレンを加えながらも、ビル・ラッセル、ボブ・クージー、ジョン・ハブリチェックらを擁すセルティックスの前に尽く敗れた。しかし今回の対決ではレイカーズが2回、セルティックスが1回すでに優勝を経験したチャンピオンチーム同士の対決であった。待望の一戦はあらゆる言葉で表現された。
東対西
伝統対ニューウェーブ
ハリウッド対ビーンタウン
ショータイム対シャムロック
セルティックス・プライド対L.A.クール
ファイナルへの期待の高さの表れであった。「全米の注目」という言葉も決して大げさなものではなく、このファイナルはNBA史上初めて全試合が全米に向けてテレビ生中継された。そして伝統の一戦は、周囲の期待に背かぬ激戦となった。

#### 第1戦
ファイナルはカンファレンス準決勝からより多くのインターバルがあり、さらにホームコート・アドバンテージを持つセルティックスが有利といわれた。しかしその予想は、カリーム・アブドゥル＝ジャバーの不屈の精神の前に、早々に崩れることとなる。ボストン・ガーデンで始まった第1戦の直前に、ジャバーはこの頃よく悩まされていた原因不明の偏頭痛に襲われた。トレーナーの懸命の看病を受けて何とかコートに立った37歳のジャバーは、32得点8リバウンド5アシスト2ブロックを記録し、レイカーズを115-109の勝利に導いた。セルティックスは第1戦早々にホームコート・アドバンテージを無効にされたのである。

#### 第2戦
第2戦は少なくとも最初の47分間まではジェームス・ウォージーの"ショータイム"だった。ウォージーはFG11/12の29得点を記録するなど絶好調だった。そして115-113のレイカーズの2点リードで迎えたラスト18秒。第3戦以降ロサンゼルスに戦いの場を移すため、セルティックスのメンバーにはスイープへの不安さえよぎり始めた頃だった。セルティックスのケビン・マクヘイルがフリースローを得た。レイカーズのコーチ、パット・ライリーはマジック・ジョンソンにマクヘイルがフリースローに「成功したら」タイムアウトを取るよう指示を出したが（当時は選手しかタイムアウトを要求できなかった）、しかしマジックは「失敗したら」と誤解してしまい、そしてマクヘイルはフリースローを外し、マジックはコーチの指示通りとタイムアウトを要求してしまったのである。痛恨のミスであった。レイカーズはセルティックスに、ディフェンスを設置させる時間を与えてしまったのである。そしてタイムアウト後、マジックのインバウンドパスを受けたウォージーは前方にバイロン・スコットの姿を見つけ、パスを送ろうとした。しかしこの動きはセルティックスに完全に読まれていた。スコットの影から現れたジェラルド・ヘンダーソンはウォージーのパスをスティールすると、そのままレイアップを沈め、セルティックスが土壇場で115-115の同点に追いついた。オーバータイムに突入した末に124-121で勝利したセルティックスが、シリーズを1勝1敗のタイに戻した。ウォージーが不用意なパスを送った瞬間、パット・ライリーはそれがまるでスローモーションのように見え、ボールの縫い目まで見えたという。

#### 第3戦
痛恨の敗戦明け、ホームのグレート・ウェスタン・フォーラムに戻ったレイカーズは元気を取り戻し、137-104でセルティックスを粉砕した。マジックはこの試合でファイナル史上最多記録となる21アシストを記録している。数々の栄光に彩られるセルティックスの歴史の中で、この試合は記録的な大敗であった。そして不甲斐ないチームに激怒したのがラリー・バードである。普段は寡黙なバードが大敗直後に記者の前で「我々は腰抜けのようなプレイをした」「このチームにはハートがない。12人分の心臓移植をすべきだ」と自分とチームを強く批判したのである。一方ロサンゼルスでは大勝した翌日の新聞の見出しに「ファイナルMVPはウォージー」との文字が躍り、早くも優勝を意識し始めていた。

#### 第4戦
大勝した勢いに乗って、レイカーズはこの日も序盤からペースを握った。シリーズの流れはレイカーズに傾いているかに見えたが、しかし第2Qで事件は起きた。レイカーズのカート・ランビスが速攻からレイアップを決めようとした瞬間、セルティックスのマクヘイルがランビスの首に思い切り絡みつき、コートに叩き付けたのである。すぐに両チームはもみ合いとなり、乱闘には発展しなかったものの、試合は一気に険悪なムードとなった。その後もバードとジャバーが言い争いになるなど試合は荒れに荒れたが、試合前からすでに怒りに打ち震えていたセルティックスには、かえって火が着き、一方レイカーズのマジック・ジョンソンは試合終盤の重要な局面でミスを繰り返した。残り時間1分を切った時点でレイカーズは5点のリードを保っていたが、マジックのパスをロバート・パリッシュにスティールされ、点差を詰められると、さらに決勝点になったフリースローを2本とも外してしまったのである。
シリーズ2度目のオーバータイムでは、123-123の同点から残り16秒にバードの新技であるフェイダウェイショットが綺麗に決まり、土壇場でセルティックスが2点のリードを奪った。レイカーズはウォージーが同点に繋がるフリースローを2本得た。試合後ライリーHCから「チンピラ集団」と非難されるセルティックスは、M・L・カーがベンチから必死の野次を飛ばした。カーの念が通じたか、ウォージーは一投目をミス。痛恨のミスショットに喜んだセドリック・マックスウェルは、ウォージーの前を歩きながらチョークサイン（自分の首を絞める）で、「ウォージーがプレッシャーの前に窒息している」とさらに挑発した。2本目は成功したものの、すでに残り時間も少なくレイカーズの逆転の望みは断たれ、129-125でセルティックスが大荒れの第4戦を制した。
大敗後のバードの叱咤がセルティックスを奮起させた結果であり、この第4戦は「チンピラ」になってまで勝利を欲したセルティックスの執念が窺える試合として今日まで語られている。またマクヘイルのラフプレイはシリーズの大きな転換期となった重要なプレイとれた。この試合でミスを繰り返し勝利をフイにしたマジックは、セルティックスファンから"トラジック・ジョンソン"（悲劇のジョンソン）と呼ばれた。そのマジックを好ディフェンスで苦しめたデニス・ジョンソンも、陰の功労者だった。バードの叱咤に最も奮起したのも彼であり、デニス・ジョンソンは第4戦から22得点、22得点、20得点、22得点と連続で高得点を記録するなど、元ファイナルMVPの名に恥じない活躍を見せていく。

#### 第5戦
第4戦で「チンピラ」を相手にしたレイカーズは、続いて「ガーデンの魔物」とも戦わなければならなかった。第5戦当日、いつもは寒冷なボストンは異常気象に見舞われ、5月にもかかわらずボストン・ガーデンの中は42度まで上昇した。観客が暑さにやられて次々と倒れる館内で、選手たちはコートを走り回らなければならなかった。ガーデンでのプレイに慣れているセルティックスはともかく、この事態を予想だにしていなかったレイカーズの消耗は深刻だった。37歳のジャバーは「スチームバスの中でコートを着て100回腕立て伏せをして48分間走り回っているようだった」と語った。結局後に"Heat Game"と呼ばれるこの試合は121-103でセルティックスが快勝し、3勝2敗とシリーズで初めてリードを奪って優勝に王手を掛けた。

#### 第6戦
空調設備の整ったフォーラムでレイカーズは復活、119-108が勝利し、シリーズを3勝3敗のタイに戻した。第1Q、第4戦でマックスウェルの挑発を受けたウォージーは、彼の頭越しにダンクを決めてセルティックスのラフプレイに応え、ガーデンの魔物に苦しんだジャバーは30得点を記録した。

#### 第7戦
M.L.カーはこのシリーズを全面戦争と呼んだ。正にファイナルはボストン、ロサンゼルス挙げての全面戦争状態となり、レイカーズファンは第6戦終了後、コートを去ろうとするM.L.カーにビールを浴びせかけた。一方ボストンでは興奮したボストン市民からレイカーズを守るため、ホテルからボストン・ガーデンまで警察による警護が着いた。全米が期待した伝統の一戦は、やや熱を帯びすぎた状態で、最終第7戦を迎えたのである。
第5戦でレイカーズを苦しめたガーデンの空調は第7戦では改善されていた。この試合で最も攻撃的だったのはセルティックスのマックスウェルだった。彼は積極的にバスケットに向かってレイカーズからファウルを引き出し、前半だけで13本のフリースローを放ち、うち11本を決めた。レイカーズがダブルチームで対応しようとした時にはすでに遅く、マックスウェルはこの日24得点8リバウンド8アシストを記録した。バードは20得点12リバウンド、ロバート・パリッシュは14得点16リバウンド、デニス・ジョンソンは22得点をあげ、セルティックスがレイカーズを圧倒した。それでもレイカーズは試合終盤に懸命な巻き返しを見せ、第4Q残り1分には12点あった点差を3点にまで縮めた。バードのフェイダウェイショットは外れ、いよいよレイカーズに逆転の芽が出てきた。ボールを運ぶのはマジック。しかし第2戦、第4戦でも重要な局面でミスを繰り返したマジックは、この場面でも痛恨の、そして致命的なミスを犯してしまった。あろうことか、パリッシュとマクヘイルが立ち塞がる前で、シュートを打とうとしたのである。無謀なこのシュートは当然のようにパリッシュの手に叩き落され、ボールを確保したデニス・ジョンソンはフリースロー2本をもらい、2本とも決めてレイカーズに引導を渡した。最終スコアは111-102。バードが最後のフリースローを決める瞬間にはすでにコートのライン際までファンが押し寄せており、そして試合終了のブザーが鳴った瞬間、コート上はファンで溢れかえった。
全米が注目したセルティックス対レイカーズのファイナル決戦は、セルティックスの3年ぶり15回目の優勝で幕を閉じた。ファイナルMVPにはシリーズ平均27.4得点14.0リバウンド3.2アシスト2.0スティールを記録したラリー・バードが選ばれた。レイカーズにとってはセルティックスとファイナルでの対決8回目にして8回目の敗北となり、両チームの歪なライバル関係を崩すことが出来なかった。しかし両雄の直接対決は始まったばかりであり、レイカーズは翌シーズン早々にリベンジの機会を得る。

### 結果
ボストン・セルティックス 4-3 ロサンゼルス・レイカーズ　　ファイナルMVP：ラリー・バード
|       | ホーム         | スコア      | ロード         |
| ----- | -------------- | ----------- | -------------- |
| 第1戦 | セルティックス | 109-115     | レイカーズ     |
| 第2戦 | セルティックス | 124-121(OT) | レイカーズ     |
| 第3戦 | レイカーズ     | 137-104     | セルティックス |
| 第4戦 | レイカーズ     | 125-129(OT) | セルティックス |
| 第5戦 | セルティックス | 121-103     | レイカーズ     |
| 第6戦 | レイカーズ     | 119-108     | セルティックス |
| 第7戦 | セルティックス | 111-102     | レイカーズ     |

## ラストシーズン
リーグ全体に世代交代の波が広がる中、この年は70年代に活躍したスター選手が大挙としてNBAを去った。
- エルヴィン・ヘイズ　（1968-84）　ワシントン・ブレッツを3度のファイナル進出、1度の優勝に導き、キャリア最後の時を過ごしたヒューストン・ロケッツでもチームをファイナルに進出させた。引退後は自動車ディーラーを経営。2008年現在は子供の頃の夢だった保安官になっている。
- ネイト・アーチボルド　（1970-84）　リーグ唯一の得点王、アシスト王に同時に輝いた人物。ボストン・セルティックス時代には優勝も経験した。ラストシーズンはミルウォーキー・バックスで過ごした。
- ボブ・レイニア　（1970-84）　70年代を代表するセンターの一人としてデトロイト・ピストンズを率い、キャリア後半はミルウォーキー・バックスで活躍した。その巨大な足で知られ、日本サイズで約40cmある足の裏は、広告にも使われた。
- フレッド・ブラウン　（1971-84）　シアトル・スーパーソニックス一筋でプレイし、1度の優勝に導いた。初代スリーポイントシュート成功率1位。
- ポール・ウェストファル　（1972-84）　セルティックス時代に1度の優勝を経験し、その後はフェニックス・サンズの勃興に貢献し、ファイナル進出にも導いた。その後サンズを離れるが、ラストシーズンにはサンズに復帰。引退後も1990年代のサンズをヘッドコーチとして率いた。
- スウェン・ネイター （1973-84）　ABA出身選手。ABA消滅後はサンディエゴ・クリッパーズでプレイし、ABA時代と合わせて2度リバウンド王に輝いている。ラストシーズンはロサンゼルス・レイカーズで過ごしたが、惜しくも優勝には届かなかった。
- デビッド・トンプソン　（1975-84）　ABA出身であり、デンバー・ナゲッツ史上最大のスター選手の一人だったが、キャリア晩年は薬物とアルコール中毒に苦しみ、ラスト2シーズンはナゲッツを離れ、スーパーソニックスでプレイした。引退後、彼を中毒から救ったキリスト教の熱心な信者となり、第2の人生を歩んだ。